# Patulina
La patulina (4-idrossi-4H-furo-[3,2c]piran-2[6H]-one), è una micotossina solubile in acqua, isolata per la prima volta con questo nome come antibiotico nel 1943 da Birkinshaw et al. da Penicillium patulum.
In realtà, è poi risultata essere la stessa sostanza isolata l'anno prima da Chain et al. da Penicillium claviforme, con il nome di claviformina, con il quale spesso è indicata.
Alcuni studi effettuati sulla patulina (Medical Research Council, 1944), per i quali solo in seguito fu dimostrato che non erano sostenuti da dati clinici, suggerirono l'applicazione della patulina in medicina nel trattamento delle congestioni nasali e delle sindromi da raffreddamento.
Non molto tempo dopo, fu dimostrato che la patulina non era soltanto tossica per funghi e batteri, ma anche per gli animali e le piante superiori, fra cui angurie, frumento, mais e piselli. Un altro lavoro rivelò che questa micotossina era in grado di inibire più di 75 specie batteriche, sia Gram-positive sia Gram-negative.
La patulina è un composto incolore e cristallino, non volatile, con un punto di fusione di circa 110 °C e un peso molecolare di 154 dalton. Chimicamente è un lattone.
Essa sublima sotto vuoto spinto a circa 70-100 °C, è una sostanza neutra ed è solubile in acqua, alcoli, acetone, etilacetato e cloroformio, è invece meno solubile in eteri e benzene, ed è insolubile in etere di petrolio.
La patulina diventa instabile e si degrada velocemente in ambiente basico mentre tollera piuttosto bene l'acidità: le sue proprietà antibiotiche e tossiche non sono alterate da pH molto acidi, fino a valori prossimi a due unità di pH.
Per quanto riguarda la stabilità negli alimenti, la patulina risulta stabile in succhi di mela e d'uva, che sono fra i principali alimenti che possono essere contaminati da questa tossina (Scott e Sommers, 1968). Basti pensare che circa il 50% della patulina aggiunta artificialmente resiste a una temperatura di 80 °C per 10-20 minuti in succo di mela. Essendo non volatile, durante la distillazione dell'aroma di mela, la patulina permane nel succo concentrato.
Invece non è stabile in acqua distillata, a contatto con la quale si degrada completamente in tre mesi. Anche l'anidride solforosa, comunemente utilizzata come stabilizzante nell'industria alimentare, causa una rapida degradazione della patulina presente nell'alimento, così come la farina di frumento e sorgo e il mais macinato se umido.
È stato infine dimostrato che la vitamina B1 inibisce completamente l'attività della micotossina in soluzioni acquose diluite.

## Effetti
Studi scientifici sulla patulina hanno dimostrato che:
- è un carcinogenico nei ratti;[2]
- interviene nel metabolismo dei carboidrati;[3]
- causa interruzioni nel DNA;[4]
- inibisce l'aminoacil-tRNA sintetasi;[5]
- influenza il flusso intracellulare degli ioni e interagisce con le membrane cellulari;[6]
- ha attività antitumorale.[7]